# لوا بلانکو
لوا بلانکو (انگلیسی: Lua Blanco؛ زادهٔ ۵ مارس ۱۹۸۷ - سائو پائولو) خواننده، و هنرپیشه اهل برزیل است. وی از سال ۲۰۰۴ میلادی تاکنون مشغول فعالیت بوده‌است.

## فیلموگرافی

### تلویزیون
| سال       | عنوان       | نقش         |
| --------- | ----------- | ----------- |
| ۲۰۰۸      | سه خواهر    | لوا «لوآنا» |
| ۲۰۰۹      | تناسب اندام | جوئی        |
| ۲۰۱۱-۲۰۱۲ | شورشی       | روبرتا مسی  |
| ۲۰۱۳-۲۰۱۴ | گناه مرگبار | سیلویا      |

### فیلم‌ها
| سال  | عنوان            | شخصیت  |
| ---- | ---------------- | ------ |
| ۲۰۱۱ | چشمان من         | تالیا  |
| ۲۰۱۶ | آشفتگی           | پائولا |
| ۲۰۱۹ | کمک، من دختر شدم | رناتا  |

## تئاتر
| سال  | عنوان                                 | شخصیت      |
| ---- | ------------------------------------- | ---------- |
| ۲۰۰۸ | رومئو و ایزولدا                       | ایزولدا    |
| ۲۰۰۹ | بیداری بهار                           | ماریانا    |
| ۲۰۱۳ | ایستادن                               | آنی        |
| ۲۰۱۳ | چیزهایی که انجام دادیم و انجام ندادیم | پائولا     |
| ۲۰۱۳ | همه برای یک ستاره پاپ                 | Lei stessa |
| ۲۰۱۴ | اگر من بودم - موسیقی                  | بیا        |
| ۲۰۱۴ | دو برانکو                             | Lei stessa |
| ۲۰۱۵ | 5 Contra Nem ۱                        | Lei stessa |
| ۲۰۱۵ | اولین نشانه                           | نینا       |

## دیسکوگرافی
- دست در رؤیای (۲۰۱۶)

### تور
- تور دست در رؤیای (۲۰۱۶ - در حال فعالیت)